# Karl Helling
Pour les articles homonymes, voir Helling.
Karl Helling est un joueur d'échecs allemand né le 10 août 1904 à Luckenwalde et mort le 15 août 1937 à Berlin.

## Biographie et carrière
Helling remporta le tournoi de Perleberg en 1926, puis le championnat de Berlin de 1928 (7 points sur 9) après un match de départage remporté 2-0 contre Kurt Richter.
En 1929, il finit quatrième ex æquo du congrès allemand d'échecs disputé à Duisbourg (victoire de Carl Ahues) avec 7,5 points sur 13. En 1930, il gagna le tournoi de Zwickau (6,5 / 7) devant Salo Flohr, puis il gagna le tournoi d'hiver de Berlin 1930-1931 avec 6 points sur 7 devant Erhard Post, Kurt Richter et Friedrich Sämisch. En 1931, il finit premier ex æquo du championnat de Saxe à Leipzig et  quatrième ex æquo du congrès allemand d'échecs disputé à Swinemünde (victoire de Efim Bogoljubov au départage devant Ludwig Rödl) avec 7 points sur 12.
Il participa à l'Olympiade d'échecs de 1931 à Prague comme cinquième échiquier (échiquier de réserve) de l'Allemagne, marquant 7 points en 13 parties. L'équipe d'Allemagne finit cinquième de la compétition. Il fut à nouveau champion de Berlin en 1932, en marquant 9 points sur 11, 1,5 point de plus que Ludwig Rellstab, suivi de Kurt Richter.
Il travaillait dans comme éditeur chez Scherlverlag et mourut en 1937 à 33 ans d'une grave maladie.